# Dopage génétique
Le dopage génétique est défini par l'Agence mondiale antidopage comme « le transfert d'acides nucléiques ou de séquences d'acides nucléiques », ceci inclut, sans s'y limiter,  l'édition génique, le silençage génique et le transfert de gènes.  et « l'utilisation de cellules normales ou génétiquement modifiées ayant la capacité potentielle d’améliorer la performance sportive ».